# Claudio De Cecco
Claudio De Cecco, né le 31 mai 1963 à Houilles, est un pilote de rallye italien.

## Biographie
Membre d'une famille de pilotes de rallye (avec Amalia, Flavio, Marco et Sergio), il a débuté en compétition en 1986.
En WRC, il a terminé 13e du rallye SanRemo en 1997.

## Palmarès (au 30 novemnbre 2013)

### Titres
- Triple Champion d'Europe centrale des rallyes (Mitropa Cup FIA) : 1996 (copilote Alberto Barigelli sur Subaru Impreza), 2004 (copilote Jean Campeis sur Peugeot 206 WRC), et 2005 (copilote J. Campeis sur Subaru Impreza)
- Participation à la victoire de l'Italie dans la Coupe des Nations de la Mitropa Cup, en 1994, 1996, et 2005
  - 2e du Trophée italien des rallyes (D2): 2001 et 2002
  - 4e du championnat d'Italie des rallyes : 2000 (5e en 1999)

### Victoires en championnat d'Europe
- Rallye des Alpes orientales : 2002 et 2003
- Rallye San Martino di Castroza : 2003

### Victoires en championnat d'Italie
- Rallye des Alpes orientales : 2002 et 2003
- Rallye San Martino di Castroza : 2003
- Rallye de la vallée de Pordenonesi et de Piancavallo : 2003

### Victoire en championnat d'Autriche
- Rallye Pyhrn Eisenwurzen : 2004

### Victoires en championnat d'Italie D2
- Rallye San Martino di Castroza : 2001
- Rallye du Molise : 2001
- Rallye du Gargano : 2002
- Rallye du Val d'Aoste : 2002
- Rallye de la vallée de Pordenonesi et de Piancavallo : 2002

### Autres rallyes italiens
- Rallye Castello Zumellese : 2009
- Ronde du Haut-Frioul : 2010 et 2011
- Rallye de Majano : 2011 et 2013
- Ronde des Dolomites : 2011
- Ronde de la cité de Sperlonga : 2011 et 2012
- Ronde de la Griffe : 2013
- Rallye de Piancavallo : 2013